# Gola (powiat gostyński)
Gola – wieś w Polsce położona w województwie wielkopolskim, w powiecie gostyńskim, w gminie Gostyń przy trasie linii kolejowej Leszno-Gostyń-Jarocin i przy drodze krajowej nr 12.
W okresie Wielkiego Księstwa Poznańskiego (1815-1848) miejscowość należała do wsi większych w ówczesnym pruskim powiecie Kröben (krobskim) w rejencji poznańskiej. Gola należała do okręgu gostyńskiego tego powiatu i stanowiła odrębny majątek, którego właścicielem był wówczas (1846) Gustaw Potworowski. Według spisu urzędowego z 1837 roku wieś liczyła 312 mieszkańców, którzy zamieszkiwali 32 dymy (domostwa). W skład majątku Gola wchodziły także: folwark Kosowo (23 osoby w jednym domu), wieś Kosowo (28 domów, 247 osób), Siemowo (40 domów, 377 osób) oraz folwark Witoldowo (6 domów, 92 osoby).
Wieś rycerska, własność spadkobierców rodziny Potworowskich, położona była w 1909 roku w powiecie gostyńskim, w rejencji poznańskiej, w Wielkim Księstwie Poznańskim.
W latach 1975–1998 miejscowość należała administracyjnie do województwa leszczyńskiego.
We wsi znajduje się zabytkowy pałac w stylu klasycystycznym został zbudowany pod koniec XVIII wieku.

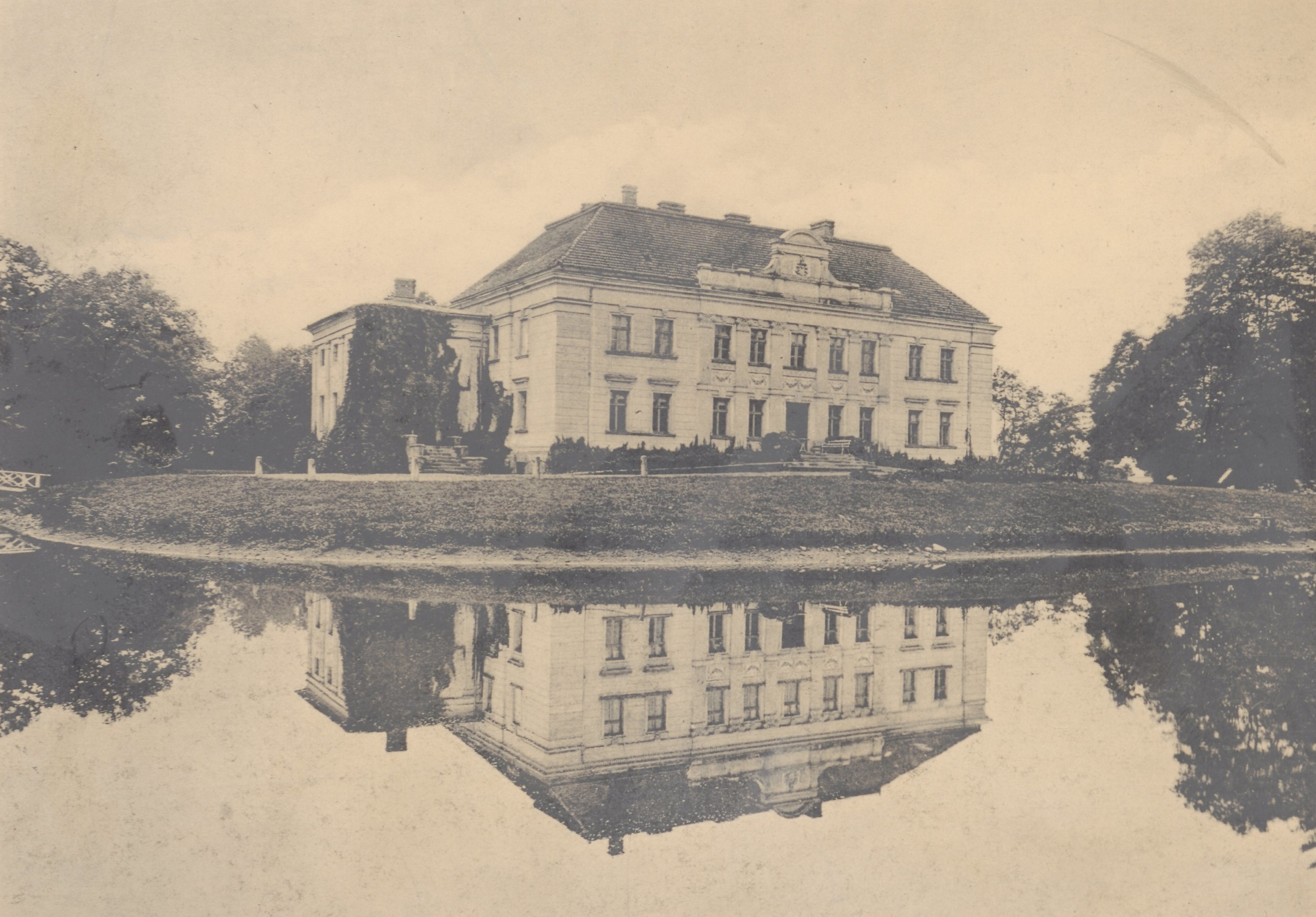
Widok pałacu przed 1912

Zobacz też inne miejscowości o nazwie Gola.